# Cesare Bernardi
Cesare Bernardi (Camerino, 19 giugno 1959) è un pilota motociclistico italiano ritiratosi dall'attività agonistica.

## Carriera
Ha fatto parte della nazionale italiana partecipando nel 1981 alla Sei Giorni Internazionale di Enduro valevole come campionato del mondo a squadre della specialità e ottenendo il primo posto di squadra nella classifica del Vaso D'Argento insieme ad Angelo Signorelli, Andrea Marinoni e Giampiero Findanno.
Nel 1980 sempre con la maglia azzurra ha vinto la prima tappa alla Sei Giorni Internazionale di Francia nella classe 175 cm³, si è classificato secondo nella seconda tappa ed è stato tra i pochi italiani a giungere all'arrivo. È stato premiato nel 1980 come miglior pilota italiano di enduro under 21 con la Targa Natale Noseda. 
A soli 22 anni si è ritirato giovanissimo dalle competizioni. ricomincia dopo circa trenta anni di inattività prendendo parte a competizioni riservate ai veterani: vince il campionato veneto di enduro e giunge terzo al campionato italiano nella categoria SuperVeteran.

## Palmarès
- 1977 Campione regionale Marche classe 125
- 1978 vicecampione italiano cadetti classe 125
- 1979 vicecampione italiano junior classe 125
- 1980 vicecampione italiano senior classe 175
- 1981 vicecampione italiano senior classe 175
- 1981 4º Campionato europeo classe 175
- 1981 1º Campionato del mondo a squadre Vaso D'Argento[1]